# ニール・モーズ
ニール・モーズ（Neal Morse、1960年8月2日 - ）は、テネシー州ナッシュビルを拠点とするアメリカの歌手、マルチ奏者、プログレッシブ・ロックの作曲家。
1992年、兄のアランと共にプログレッシブ・ロック・バンドのスポックス・ビアードを結成。2002年に脱退するまで6枚のアルバムをリリース。1999年、ドリーム・シアターのマイク・ポートノイ、ザ・フラワー・キングスのロイネ・ストルト 、マリリオンのピート・トレワヴァスとスーパーグループのトランスアトランティックを結成。 
2002年、クリスチャンとして新生体験(ボーンアゲイン)をし音楽を通した求道のためスポックス・ビアードを脱退（トランスアトランティックも活動停止）。クリスチャンロックのソロ活動を始め、宗教的信仰に関する多くのプログレッシブ・ロックのコンセプトアルバムをリリース。
2009年にトランスアトランティックに復帰、マイク・ポートノイと共に2011年にフライング・カラーズ、2014年に自身の名を冠するザ・ニール・モーズ・バンド、2003年ではビートルズのコビーバンドであるイエロー・マター・カスタードを結成。

## 来歴

### バンドキャリア
モーズは、ロサンゼルスのサンフェルナンド・バレーで合唱監督の父親の元、4人の子供の一人として育てられた。5歳でピアノを弾き始め、9歳でギターを弾くようになる。20代の間に2つのミュージカル（ 『ヒット・マン』と『ホームランド』 ）を書き、セッションやシンガーソングライター、兄弟のリチャードとカントリー・ミュージックのデモソングを作ったり等の活動を行う。
約10年後、バーレスクを含むさまざまなグループとカリフォルニアの小さなクラブで活動した後、兄アランと共にスポックス・ビアードを結成。プログレッシブ・ロックへ情熱を大きく注ぐ。最初のアルバム『The Light』（1995年）はそれなりのセールスを納めたものの、2枚目のアルバムリリース時点では生活の糧としては確立できていなかった。兄弟のリチャードの勧めにより、ドイツに行き、パブでワンマンバンドとしてヒットソングを演奏するようになり、カリフォルニアとドイツを行き来する生活を送る。ドイツに行きながらもスポックス・ビアードの作曲・ライブ活動も同時進行で行う。当時はエリック・バードンのバンドメンバーでもあり、ツアーも行いっていた。
しばらくするとスポックス・ビアードの人気も加速し始め、ドリーム・シアター、ポーキュパイン・ツリー、ザ・フラワー・キングスに並ぶ、1990年代プログレッシブ・ロックを代表する存在になる。
スポックス・ビアードの活動をしながら、2枚のポップ・ロックのソロ・アルバムをリリースする。
1999年、元ドリーム・シアターのマイク・ポートノイ、ザ・フラワー・キングスのロイネ・ストルト、マリリオンのピート・トレワヴァスと共にスーパーグループのトランスアトランティックを結成。4枚のスタジオ・アルバム、またそれに伴うツアーのライブ・アルバムをリリース。ライブではペイン・オヴ・サルヴェイションのダニエル・ギルデンロウ、スポックス・ビアードでモーズの後釜になっているテッド・レオナルドも参加。2021年に5枚目のアルバムをリリース。
2003年、マイク・ポートノイ、ポール・ギルバート、マット・ビソネットとビートルズのトリビュート・スーパーグループとしてイエロー・マター・カスタードを結成。バンド名は『マジカル・ミステリー・ツアー』収録の「アイ・アム・ザ・ウォルラス」の歌詞「Yellow matter custard, dripping from a dead dog's eye...」より。

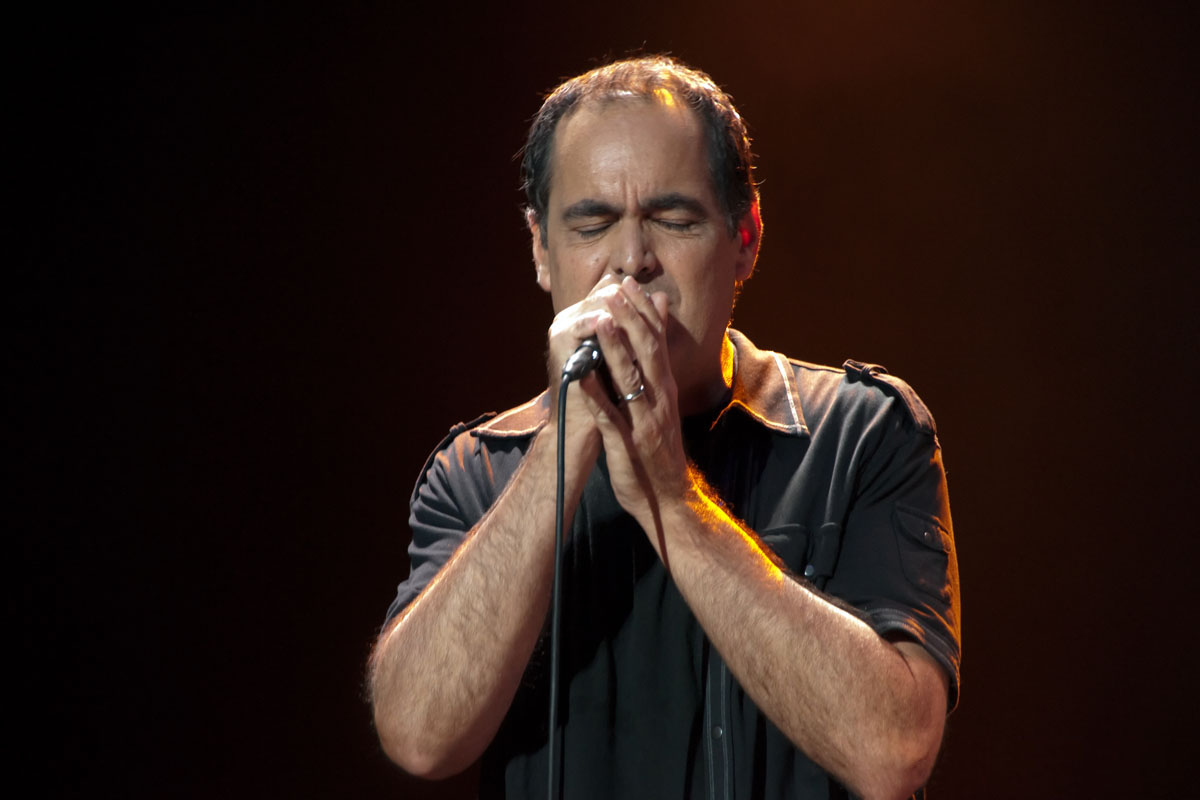
フライング・カラーズでのボーカル（2012年）

2011年、マイク・ポートノイ、デイヴ・ラルー、ケーシー・マクファーソン、スティーヴ・モーズとフライング・カラーズを結成。これまで3枚のスタジオ・アルバムと3枚のライブ・アルバムをリリース。
2014年にはモーズ自身の名前を冠するザ・ニール・モーズ・バンドを結成。メンバーはマイク・ポートノイ、ランディ・ジョージ、エリック・ギレッテ、ビル・ハバウアー。2015年にファースト・アルバムの『The Grand Experiment』、2016年にCD2枚組のセカンド・アルバム『Similitude of a Dream』、2019年に続編コンセプトになるこちらもCD2枚組のサード・アルバム『The Great Adventure』をリリース。

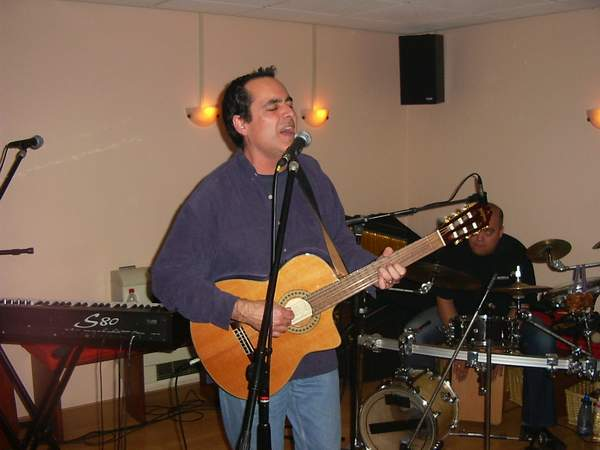
2006年

### ソロ
スポックス・ビアード在籍時に1999年に『Neal Morse』、2001年に『It's Not Too Late』の2枚のソロ・アルバムをリリース。
2002年にキリスト教徒としてボーンアゲインし、自身の信仰心を音楽と通して形にするため、スポックス・ビアードを脱退。それに伴いトランスアトランティックも活動停止。
翌年にリリースされた『Testimony（証言）』にはボーンアゲイン後の決断や内省で構成されている。このアルバムにはマイク・ポートノイやカンサスのケリー・リヴグレンが参加。
キリスト教への回心の一部は、『Testimony』では省略されたが、Testimony再現ライブと『Testimony2』（2009年）収録の「Jayda」で叙述された。
彼の娘ジェイダは心臓切開手術を必要とする彼女の心臓に穴があると診断されたが、妻と他の人々が神の癒しを祈った教会の礼拝の後、手術の前にジェイダの心臓の穴は消えた。
2004年リリースの『ワン』ではキリスト教の観点から見た人間と神との関係をテーマに構成されている。

### ゲスト出演
1997年、エリック・バードン・アイ・バンドに加入。ライブ作品の『ライブ・アット・ザ・コーチハウス』リリース 。
2000年、アルジェン・アンソニー・ルカッセンズ・エイリオンの「The First Man on Earth」でボーカルを提供。
ロイネ・ストルトの2005年のアルバム『ウォール・ストリート・ヴードゥ』にゲスト参加。
ドリーム・シアターの2007年のアルバム『システマティック・ケイオス』収録の「リペンタンス」にゲスト参加。
ジョーダン・ルーデスのアルバム『ロード・ホーム』収録の「ダンス・オン・ア・ヴォルケーノ」にボーカル提供。

## ディスコグラフィ

### スタジオ・アルバム

#### ソロアルバム（プログ）
- 『証言』 - Testimony (2003)
- 『ワン』 - One (2004)
- 『? (クエスチョン)』 - ? (2005)
- 『ソラ・スクリプチュラ』 - Sola Scriptura (2007)
- 『ライフライン』 - Lifeline (2008)
- 『テスティモニー2』 - Testimony 2 (2011)
- 『モーメンタム』 - Momentum (2012)
- 『ジーザス・クライスト・ジ・エクソシスト』 - Jesus Christ: The Exorcist (2019)
- 『ソラ・グラティア』 - Sola Gratia (2020)

#### ソロアルバム（その他）
- 『ニール・モーズ』 - Neal Morse (1999)
- 『イッツ・ノット・トゥー・レイト』 - It's Not Too Late (2001)
- 『リード・ミー・ロード (ワーシップ・セッション・ボリューム1)』 - Lead Me Lord (Worship Sessions Volume 1) (2005)
- 『ゴッド・ウォント・ギブ・アップ』- God Won't Give Up (2005)
- 『センド・ザ・ファイヤー (ワーシップ・セッション・ボリューム2)』 - Send the Fire (Worship Sessions Volume 2) (2006)
- 『ソング・フロム・ザ・ハイウェイ』 - Songs from the Highway (2007)
- 『シークレット・プレイス (ワーシップ・セッション・ボリューム3)』 - Secret Place (Worship Sessions Volume 3) (2008)
- 『ザ・リバー (ワーシップ・セッション・ボリューム4)』 - The River (Worship Sessions Volume 4) (2009)
- 『マイティ・トゥ・セイブ (ワーシップ・セッション・ボリューム5)』 - Mighty to Save (Worship Sessions Volume 5) (2010)
- 『ゲット・イン・ザ・ボート』 - Get in the Boat (2013)
- 『ソングス・フロム・ノーベンバー』 - Songs from November (2014)
- 『トゥ・ゴッド・ビー・ザ・グローリー』 - To God Be the Glory (2016)
- 『ライフ・アンド・タイムス』Life & Times (2018)

#### ニール・モーズ・バンド
- 『ザ・グランド・エクスペリメント』 - The Grand Experiment (2015)
- 『ザ・シミリチュード・オブ・ア・ドリーム』 - The Similitude of a Dream (2016)
- 『ザ・グレイト・アドベンチャー』 - The Great Adventure (2019)
- 『イノセンス・アンド・デンジャー』 - Innocence & Danger (2021)

#### スポックス・ビアード
- 『ザ・ライト』 - The Light (1995)
- 『ビウェアー・オブ・ダークネス』 - Beware of Darkness (1996)
- 『ザ・カインドネス・オブ・ストレンジャーズ』 - The Kindness of Strangers (1997)
- 『デイ・フォー・ナイト』 - Day for Night (1999)
- 『V』 - V (2000)
- 『スノー』 - Snow (2002)

#### トランスアトランティック
- 『トランスアトランティック・ファースト・アルバム』 - SMPT:e （2000年）
- 『ブリッジ・アクロス・フォーエヴァー』 - Bridge Across Forever （2001年）
- 『旋風』 - The Whirlwind （2009年）
- 『カレイドスコープ〜万華鏡幻想』 - Kaleidoscope （2014年）
- 『ジ・アブソルート・ユニヴァース〜生命の息吹』 -The Absolute Universe （2021年）

#### フライング・カラーズ
- 『フライング・カラーズ』 - Flying Colors (2012)
- 『セカンド・ネイチャー』 - Second Nature (2014)
- 『サード・ディグリー』 - Third Degree (2019)

### ライブ・アルバム

#### ソロ・ライブ・アルバム
- 『？ ライブ』 - ? Live (2007)
- 『ソー・メニ・ローズ: ライブ・イン・ヨーロッパ』 - So Many Roads: Live in Europe (2009)
- 『テスティモニー 2』 - Testimony 2: Live in Los Angeles (2011)
- 『ライブ・モーメンタム』 - Live Momentum (2013)
- 『モーズフェスト 2014』 - Morsefest 2014 (2015)
- 『モーズフェスト 2015』 - Morsefest 2015 (2017)
- 『ライブ・アット・ザ・ダウニー・シアター 2018』 - Live at the Downey Theater 2008 (2019)
- 『ウインター・ワーシップ・ツアー 2012』 - Winter Worship Tour 2012 (2019)
- 『証言 ライヴ』 - Testimony Live 2003 (2019)
- 『3 リバーズ・プログ・フェスティバル 2008』 - 3 Rivers Prog Festival 2008 (2019)

#### ニール・モーズ・バンド
- 『アライブ・アゲイン』 - Alive Again (2016)
- 『ザ・シミリチュード・オブ・ア・ドリーム： ライブ・イン・ティルブルフ』 - The Similitude of a Dream: Live in Tilburg 2017 (2018)
- 『モーズフェスト 2017：テスティモニー・オブ・ア・ドリーム』 - Morsefest 2017: Testimony of a Dream (2018)
- 『ザ・グレイト・アドベンツアー：ライブ・イン・ブルノ 2019』 - The Great AdvenTour: Live in Brno 2019 (2020)

#### スポックス・ビアード
- 『オフィシャル・ライブ・ブートレグ/ ザ・ビアード・イズ・アウト・ゼアー』 - Official Live Bootleg/The Beard is Out There (1996)
- 『ライブ・アット・ザ・ウイスキー・アンド・ニアーフェスト』 - Live at the Whisky and NEARfest (1999)
- 『ニックンニール・ライブ・イン・ヨーロッパ：ツー・セパレート・ゴリラズ』 - Nick n' Neal Live in Europe: Two Separate Gorillas (2000)
- 『ドント・トライ・ディス・アト・ホーム』 - Don't Try This at Home (2000)
- 『ドント・トライ・ディス・アット・ホーム・イーザー』 - Don't Try This @ Home Either (2000)
- 『ゼアー・アンド・ヒアー』 - There & Here (2001)
- 『ヨーロッパ '98』 - Europe '98 (2010)
- 『スノー・ライブ』 - Snow Live (2017)
- 『オフンビーチ 1-Nov-98』 - Offenbach 1-Nov-98 (2019)

#### トランスアトランティック
- 『ライヴ・イン・アメリカ』 - Live In America （2001年）
- 『ライヴ・イン・ヨーロッパ』 - Live In Europe （2003年）
- 『ライヴ・イン・ロンドン』 - Whirld Tour 2010: Live In London（2010年）
- 『モア・ネヴァー・イズ・イナフ（ライヴ・イン・マンチェスター&ティルブルグ）』 - More Never Is Enough（2011年）
- 『カライブオスコープ』 - KaLIVEoscope （2014年）

#### イエロー・マター・カスタード
- 『ワン・ナイト・イン・ニュー・ヨーク・シティー』 - One Night in New York City (2003)
- 『ワン・モア・ナイト・イン・ニュー・ヨーク・シティー』 - One More Night in New York City (2011)

#### フライング・カラーズ
- 『ライブ・イン・ヨーロッパ』 - Live in Europe (2013)
- 『セカンド・フライト：ライブ・アット・ザ・Z7』 - Second Flight: Live at the Z7 (2015)
- 『サード・ステージ：ライブ・イン・ロンドン』 - Third Stage: Live in London (2020)